# Fulton surface-to-air recovery system
Das Fulton surface-to-air recovery system (STARS) ist ein militärisches System zur Aufnahme von Personen am Boden durch ein Flugzeug während des Fluges.

## Entwicklung

Illustration einer Aufnahme einer Person durch ein Flugzeug

Ab 1950 begannen die CIA und die US Air Force, einen an einem Seil befestigten Wetterballon mit einer modifizierten Lockheed P-2 einzufangen. Später wurden als Lufttransporter auch die C-130 Hercules und der MH-47-Chinook-Helikopter  eingesetzt. Dabei wurde eine V-förmige Gabel an der Nase des Flugzeugs befestigt, um das Seil einzufangen. Außerdem wurde ein Seil zwischen der Nase und den Flügeln befestigt, um zu verhindern, dass der Ballon sich in den Propellern verfängt. Anschließend wurde das aufgenommene Objekt oder die Person über eine Seilwinde an Bord gezogen.
Zunächst wurden Dummypuppen an Bord gezogen, dann wurde an Schweinen getestet, um die Auswirkungen des Pick-ups auf den lebenden Organismus zu testen. Der erste Mensch, der an Bord gezogen wurde, war Staff Sergeant Levi W. Woods im Jahr 1958. Die Dauer des Fluges am Seil betrug dabei etwa 6 Minuten und die körperliche Belastung war ähnlich hoch wie bei einem Fallschirmsprung.

## Einsätze
Zum Einsatz von STARS (Spitzname Skyhook) kam es bei dem Project COLDFEET im Jahr 1962, bei dem zwei CIA-Agenten Informationen aus einer verlassenen sowjetischen Eisdriftstation bargen. Diese sprangen zunächst mit dem Fallschirm ab und wurden nach Beendigung der Mission durch STARS evakuiert.

## In der Fiktion
Das STAR-System wurde in abgewandelter Form in den Spielfilmen The Dark Knight, der Schlusssequenz von James Bond 007 – Feuerball, der Spielereihe Metal Gear, dem Shooter PUBG: Battlegrounds, sowie in den Kampagnen der Ego-Shooter Battlefield 4 und Call of Duty: Modern Warfare III gezeigt.